# Antonia Scholkmann
Antonia Scholkmann (* 1973 in Stuttgart) ist eine deutsche Psychologin sowie Lern- und Organisationsforscherin im Bereich Hochschulforschung, Hochschuldidaktik und Lernen in Organisationen.

## Werdegang
Antonia Scholkmann ist die Tochter der Mittelalterarchäologin Barbara Scholkmann und des Architekten und Bauhistorikers Klaus Scholkmann. Sie wuchs in Bebenhausen auf und wurde nach einem Studium der Psychologie an der Universität Tübingen 2009 an der TU Dortmund zum Führungsverhalten von Dekanen promoviert. Anschließend leitete sie ebendort ein trinationales Drittmittelprojekt zur Wirksamkeit von Problembasiertem Lernen, bevor sie 2012 eine Vertretungsprofessur für Hochschuldidaktik am Zentrum für Hochschul- und Weiterbildung (heute Hamburger Zentrum für Universitäres Lehren und Lernen) und 2013 auch die Institutsleitung von Marianne Merkt übernahm. Danach war sie als Postdoc in der Arbeitsgruppe von Jens Siemon am Institut für Berufs- und Wirtschaftspädaogik (ibw) der Universität Hamburg tätig. Forschungskooperationen führten sie u. a. 2016 an die Macquarie University und an die Universität Lancaster. Sie ist außerdem ausgebildete Organisationsentwicklerin (Institut Denkmodell, Berlin) und hochschuldidaktische Multiplikatorin.
Seit 2018 ist Scholkmann Associate Professorin im Bereich „Lernen und Innovative Veränderung“ am Department für Kultur und Lernen an der Humanistischen Fakultät der Universität Aalborg.
Scholkmann war bis März 2021 geschäftsführende Vorsitzende der Deutschen Gesellschaft für Hochschuldidaktik (dghd), deren Vorstand sie seit 2014 angehörte. Bis 2019 war sie dort zudem Vorsitzende der Weiterbildungskommission. Sie ist Mitherausgeberin und Gründungsmitglied der bei wbv Media erscheinenden Open Access Online-Zeitschrift die hochschullehre. Außerdem kommentiert sie die deutsche Bildungspolitik im Bereich „Lehre und Lehrentwicklung“, z. B. für das Hochschulforum Digitalisierung.

## Wissenschaftlicher Schwerpunkte
In ihrer wissenschaftlichen Arbeit befasst sich Scholkmann mit der Frage nach einem Verhältnis von Hochschulbildung und Hochschulentwicklung. Ein Fokus liegt dabei auf der Bedeutung und Wirksamkeit forschend-entdeckender und problemorientierter Lehr-Lern-Arrangements wie dem Problembasierten Lernen für studentisches und organisationales Lernen; außerdem beschäftigt sie sich mit der Rolle der Hochschuldidaktik als Akteurin in Veränderungs- und Innovationsprozessen an Hochschulen. In neueren Arbeiten befasst sie sich mit den organisationalen Lern- und Innovationsprozessen durch die digitale Transformation der Hochschulbildung.

## Publikationen (Auswahl)
- Die Zielakzeptanz von Dekanen. Dissertation. TU Dortmund, Institut für Psychologie, 2009.

- als Hrsg. mit R. Kordts-Freudinger, N. Schaper, B. Szczyrba: Handbuch Hochschuldidaktik. UTB. 2021, ISBN 978-3-8252-5408-7.

- mit R. Kordts-Freudinger, S. Brendel, T. Brinker: Zwischen Qualifizierung und Weiterbildung. Reflexionen zur gekonnten Beruflichkeit in der Hochschuldidaktik. Blickpunkt Hochschuldidaktik (Vol. 134). wbv Media, Bielefeld 2021, ISBN 978-3-7639-5939-6.